# Clinocera vaillanti
Clinocera vaillanti är en tvåvingeart som beskrevs av Wagner 1982. Clinocera vaillanti ingår i släktet Clinocera och familjen dansflugor.
Artens utbredningsområde är Italien. Inga underarter finns listade i Catalogue of Life.